# Pindus Trail
De Pindus Trail is een langeafstandswandelpad (deels in aanleg) in het Pindosgebergte in Griekenland. De bewegwijzerde route wordt 600 kilometer lang. De openstelling en bewegwijzering van de langeafstandswandelroute is een initiatief van de organisatie Terra Pindus. De eerste delen van de route werden bewegwijzerd in 2013.